# Sibianor tantulus
Sibianor tantulus là một loài nhện trong họ Salticidae.
Loài này thuộc chi Sibianor. Sibianor tantulus được Eugène Simon miêu tả năm 1868.